# Diaolou
De diaolou (Vereenvoudigd Chinees: 碉楼, Traditioneel Chinees: 碉樓) zijn versterkte Chinese verdedigings-, woon- en opslagtorens met meerdere verdiepingen, veelal uit de Qing-dynastie.
Ze werden gebouwd van de Ming-dynastie tot de vroege 20e eeuw. In de jaren twintig van de 20e eeuw waren er meer dan drieduizend van dit soort gebouwen, vooral in Kaiping en de dorpen rond Kaiping in de stadsprefectuur Jiangmen in de provincie Guangdong.
Een kleine eeuw later waren er nog maar zo'n achttienhonderd diaolou, nog steeds veelal in en rond Kaiping, maar met ook een vijfhonderdtal in en rond Taishan en een paar rond Shenzhen en Dongguan.
De UNESCO bestudeerde en selecteerde vier diaolou en dorpen: Sanmenli (三门里), Zilicun (自力村), Jinjiangli (锦江里) en de dorpen rond Majianglong (马降龙村落群). Men kwam tot de conclusie: "Diaolou zijn verdedigingstorens van meerdere verdiepingen met in hun ontwerp en architectuur een combinatie van Chinese en westerse invloeden. Tegen het einde van de 19e eeuw emigreerden veel arme Kaiping-Chinezen naar andere landen in Zuid-Azië, Australië en Noord-Amerika. Deze overzeese Chinezen boden financiële steun aan hun achtergebleven families. Door de nieuwe rijkdom werd het gebied het middelpunt van aanvallen van bandieten. Ter verdediging werden er speciale verstevigde torens gebouwd met verschillende functies. De diaolou dienden als toevluchtsoord, woonverblijf of als uitkijktoren, en werden – ook afhankelijk van het bouwjaar – gebouwd met pisé, baksteen, cement of zelfs gewapend beton." Om die redenen werden de diaolou in juni 2007 tijdens de 31e sessie van de Commissie voor het Werelderfgoed erkend als cultureel werelderfgoed en toegevoegd aan de werelderfgoedlijst van UNESCO.

## Galerij

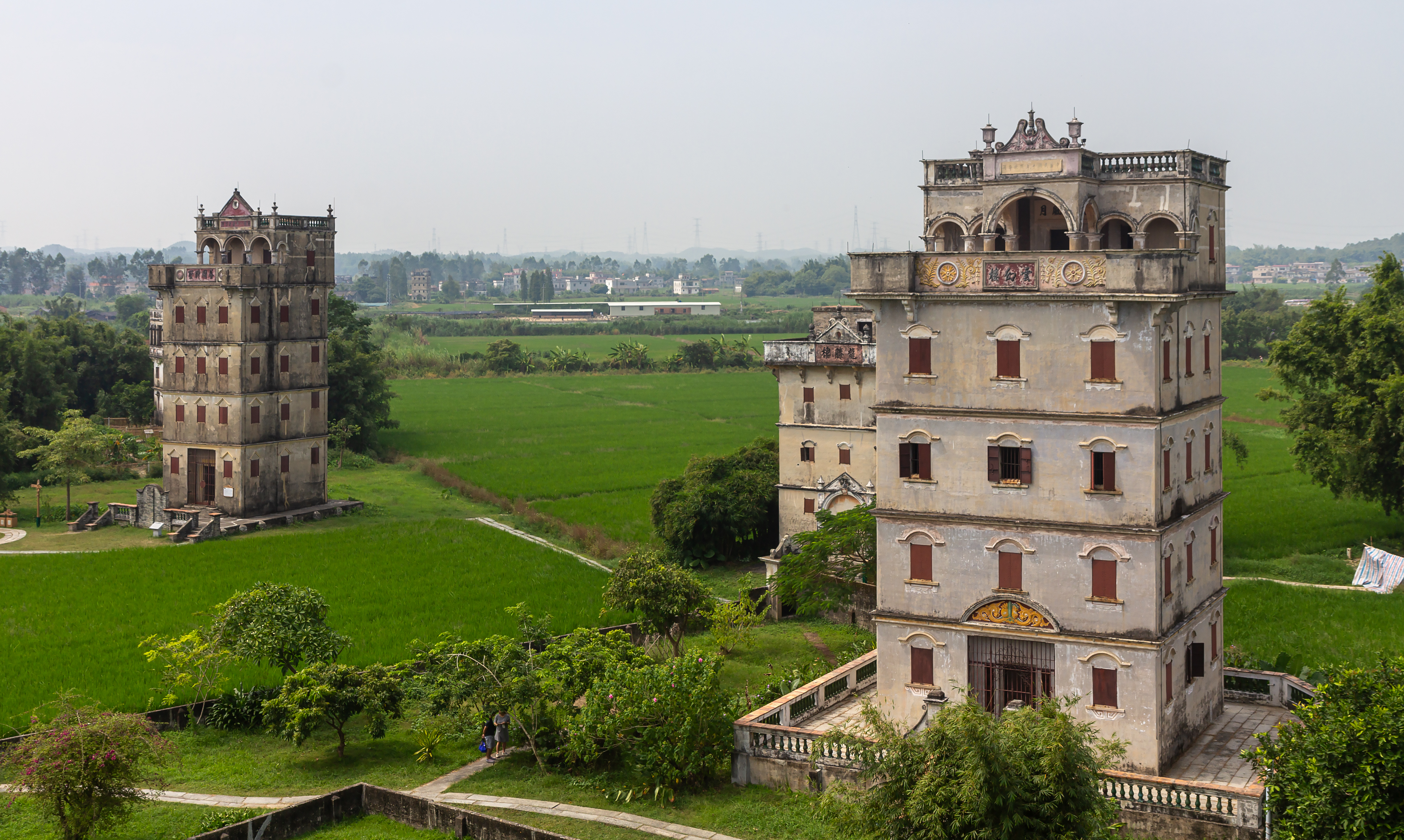
Diaolou cluster in Zilicun
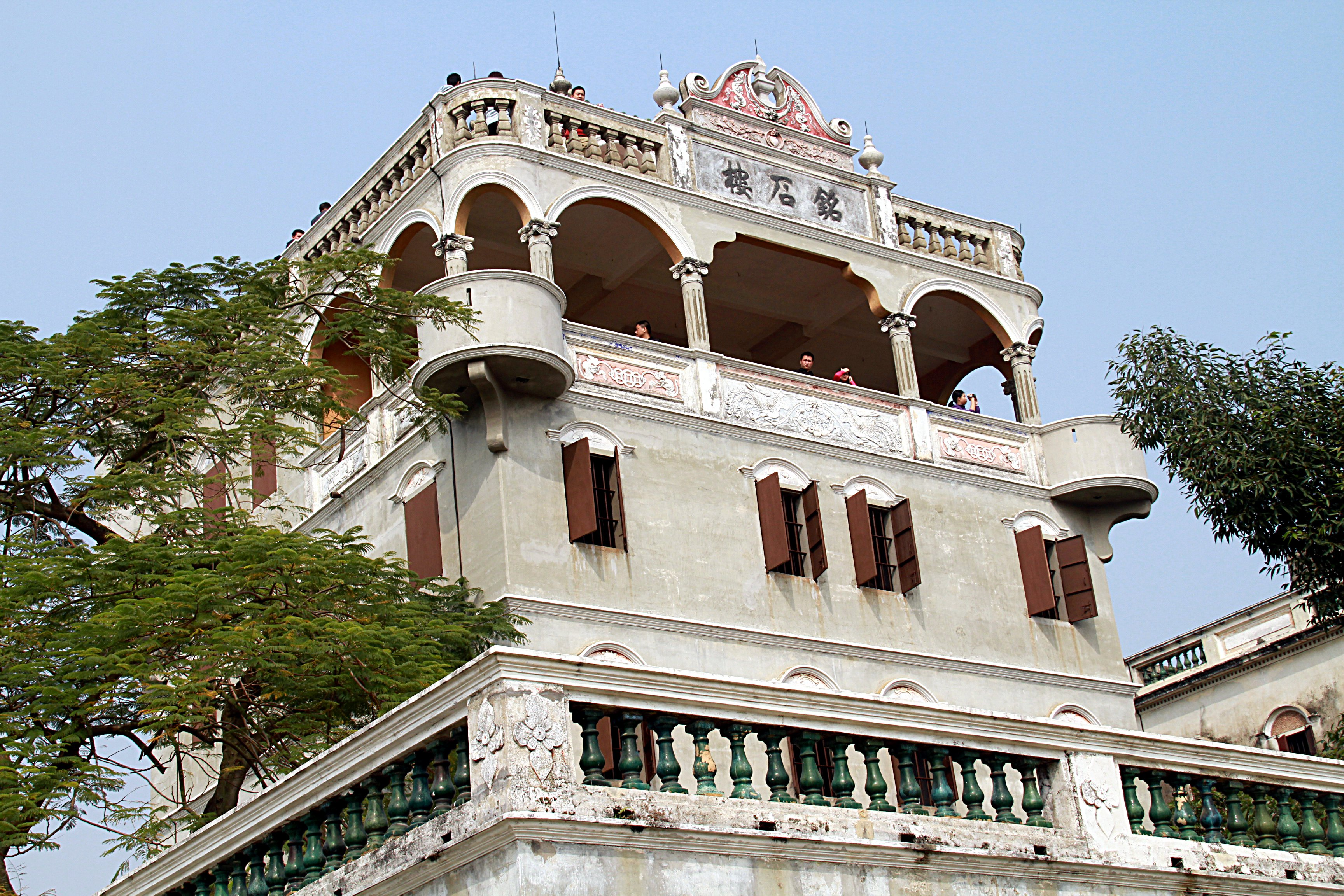
Kaiping diaolou in Zilicun
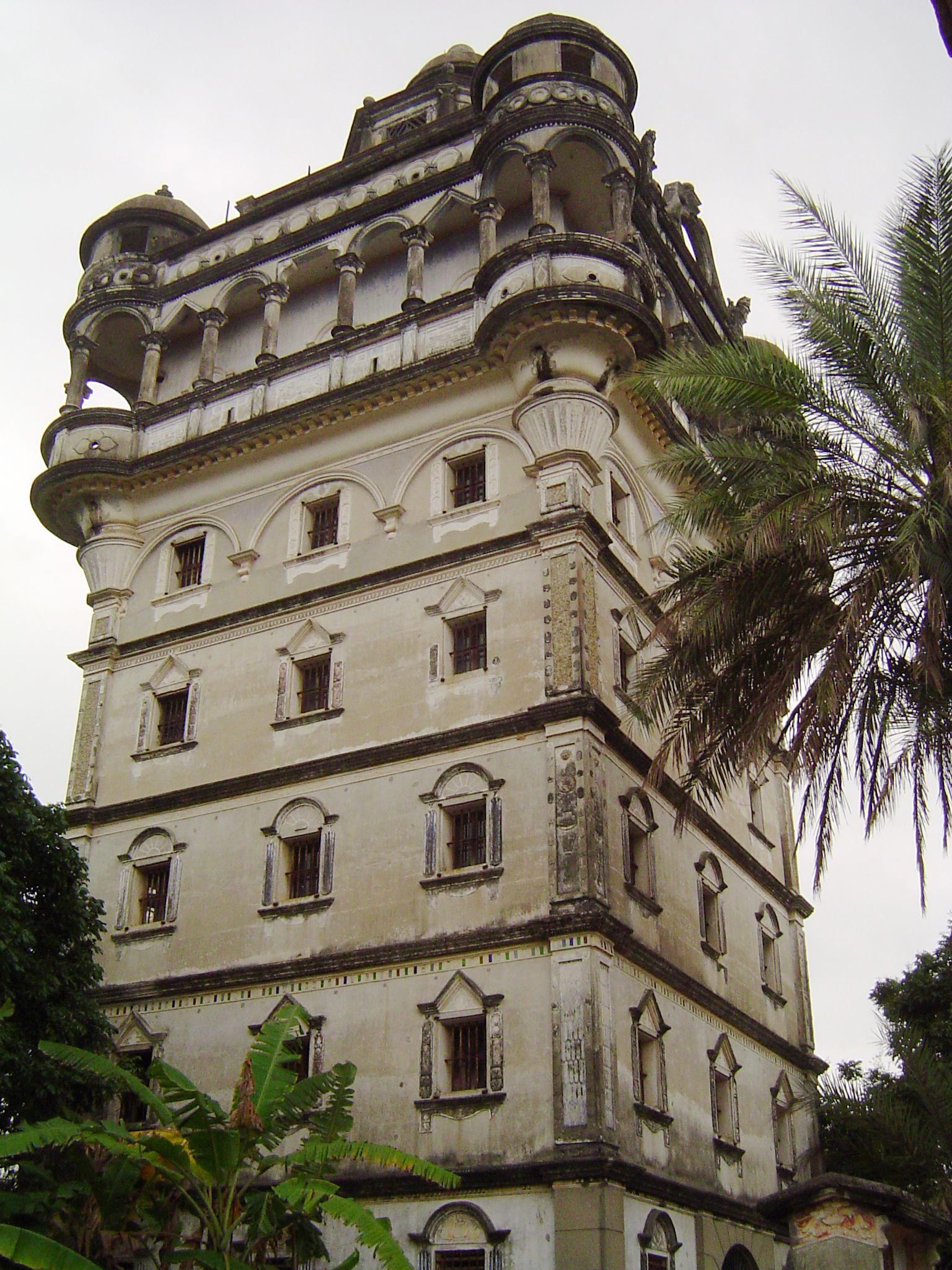
Ruishi Lou in Jinjiangli
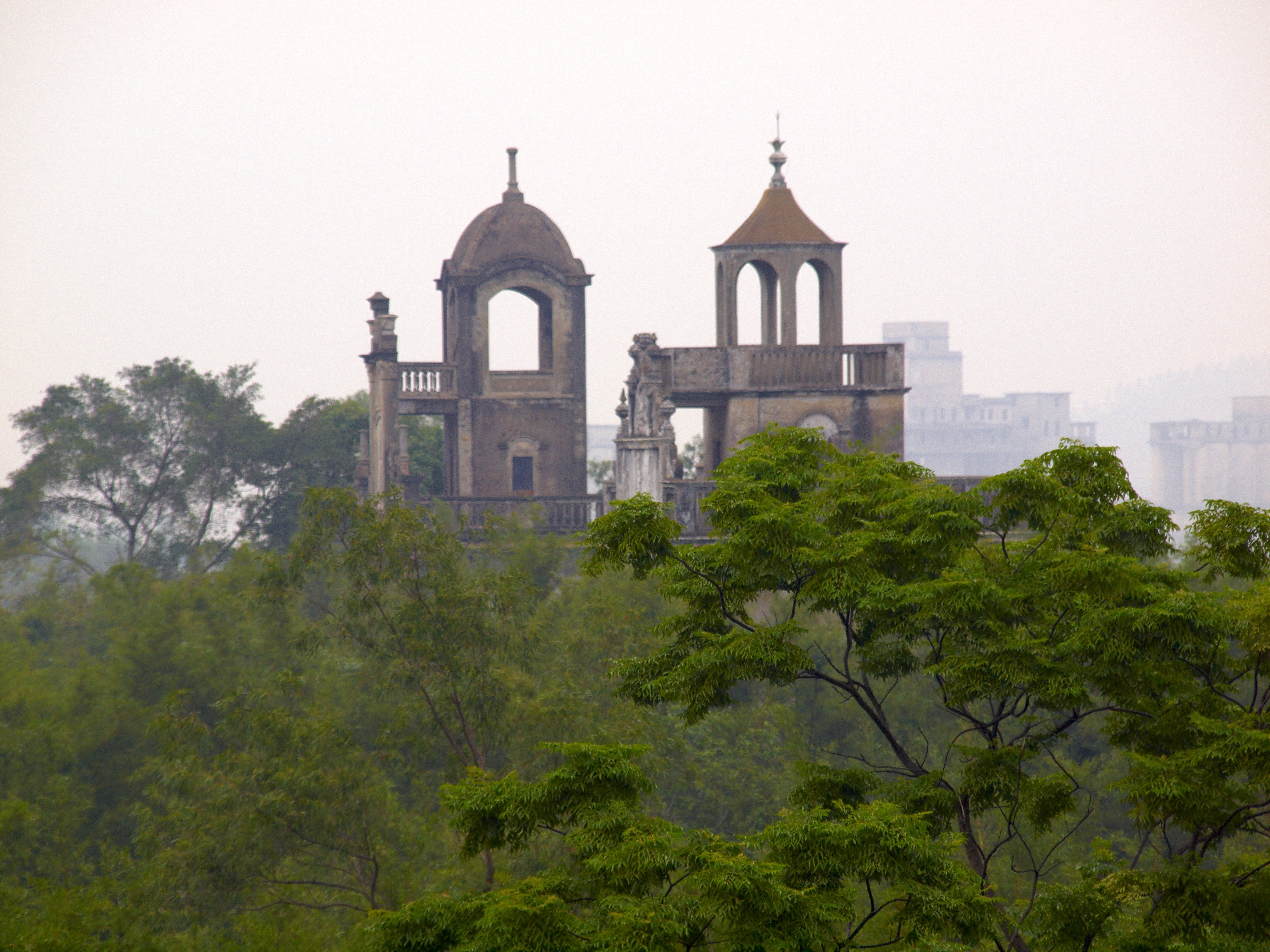
Majianglong Diaolou
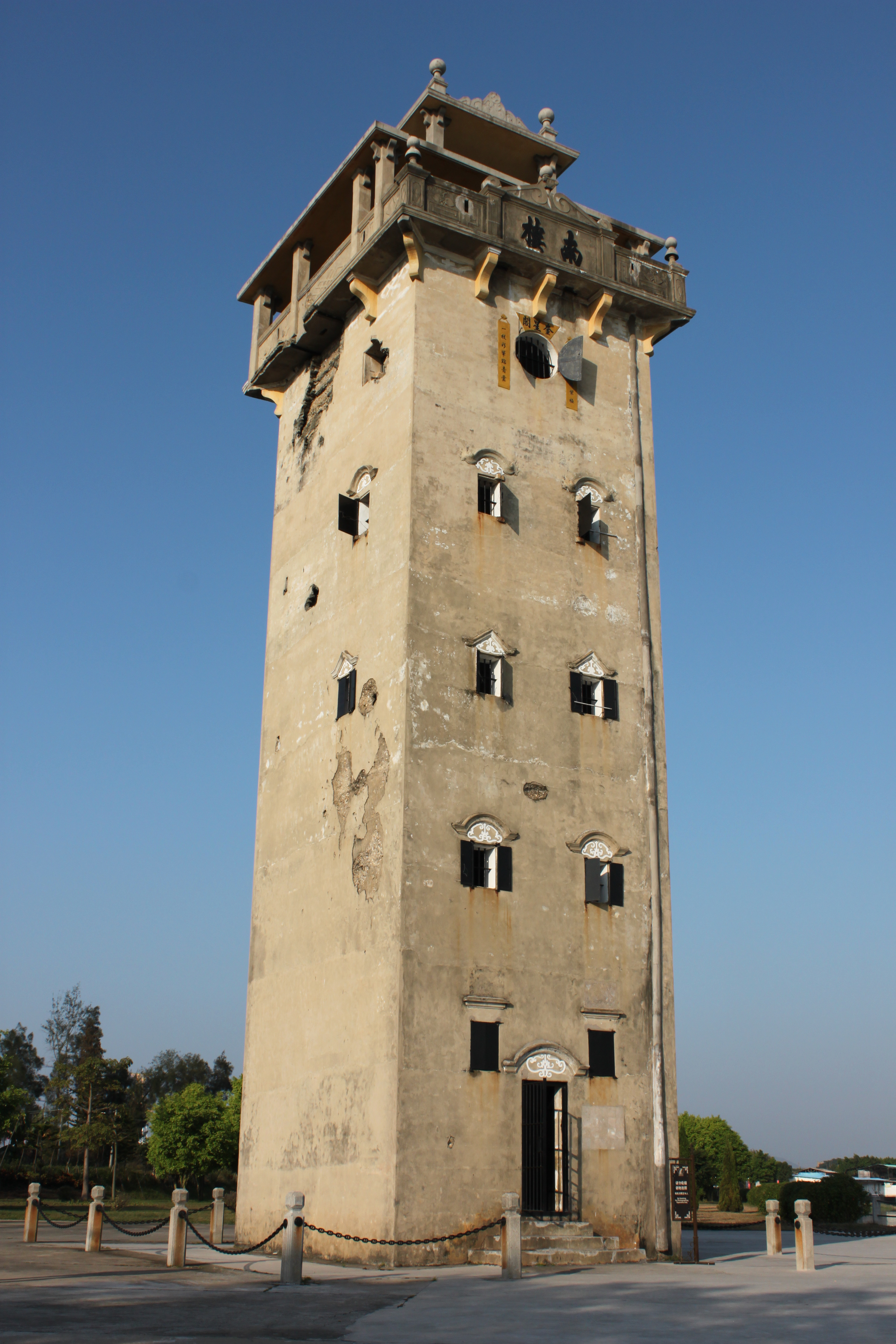
Nan Lou in Chikan
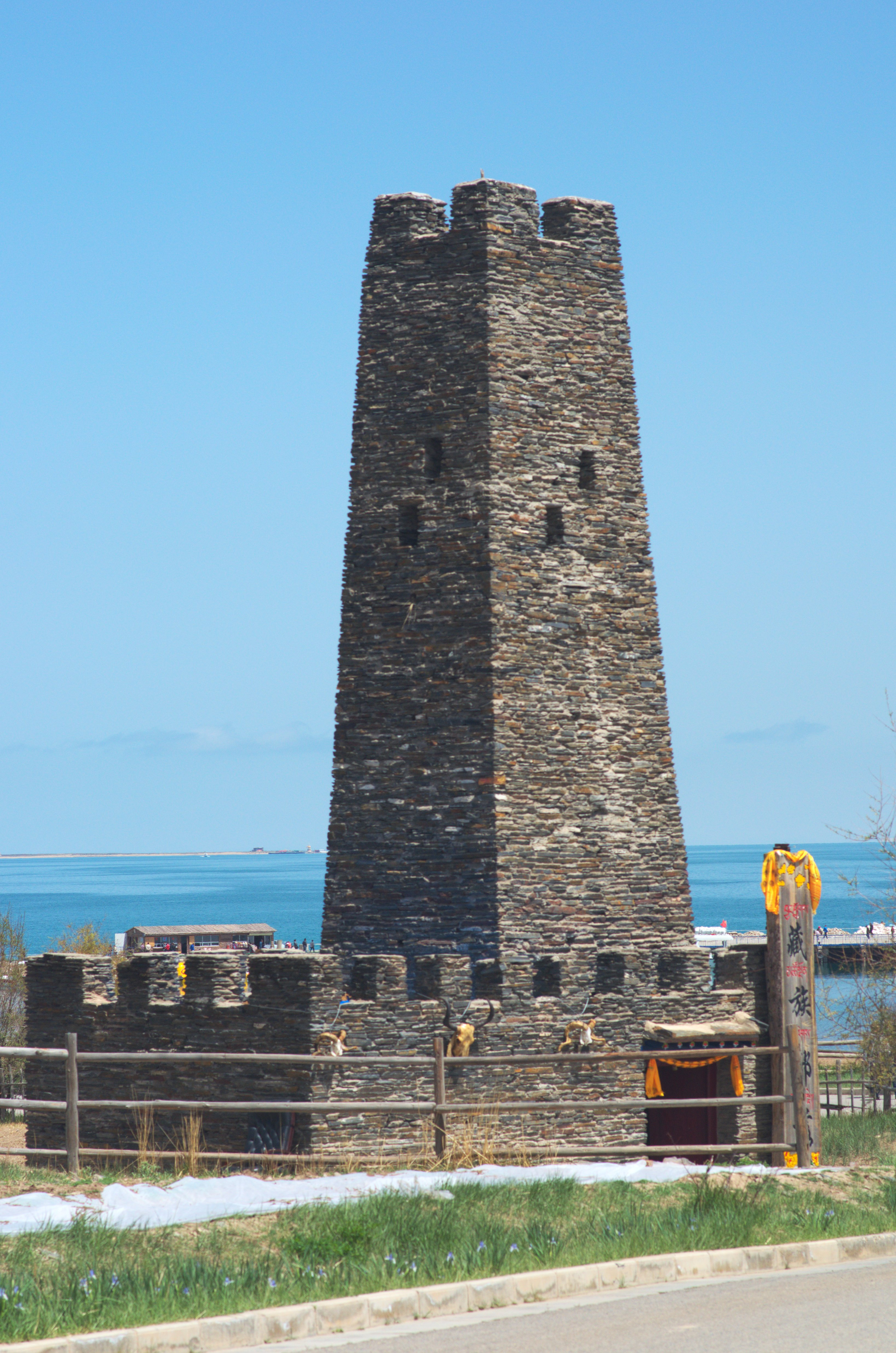
Qinghai Diaolou

Chinese Muur · Heilige berg Taishan · Verboden Stad · Paleis van Mukden · Mogaogrotten · Mausoleum van de eerste Qin-keizer · Vindplaats van de Pekingmens in Zhoukoudian · Berglandschap van Huang Shan · Jiuzhaigou-vallei · Huanglong · Wulingyuan · Bergresidentie en afgelegen tempels van Chengde · Tempel en begraafplaats van Confucius en het huis van de familie Kong in Qufu · Oud gebouwencomplex in de Wudangbergen · Historisch ensemble van het Potala-paleis in Lhasa · Jokhangtempel · Norbulingkatempel · Nationaal park Lushan · Landschap rond de berg Emei, inbegrepen het gebied van de Grote Boeddha van Leshan · Oude stad Lijiang · Oude stad Pingyao · Suzhou · Zomerpaleis, een keizerlijke tuin in Peking · Tempel van de hemel, een keizerlijk offeraltaar in Peking · Rotssculpturen van Dazu · Wuyigebergte · Oude dorpen in zuidelijk Anhui - Xidi en Hongcun · Keizerlijke paleizen van de Ming- en Qing-dynastieën in Peking en Shenyang · Grotten van Longmen · Qingcheng en Dujiangyan-irrigatiesysteem · Grotten van Yungang · Beschermd gebied van drie parallelle rivieren in Yunnan · Hoofdsteden en graven van het oude koninkrijk Koguryo · Historisch centrum van Macau · Reservaten van de reuzenpanda in Sichuan · Yinxu · Diaolou en dorpen in Kaiping · Zuid-Chinese karstlandschap · Tulou in Fujian · Nationaal park Sanqingshan · Wutai Shan · Cultuurlandschap van het Westelijke Meer van Hangzhou · Tian Shan in Xinjiang · Cultuurlandschap van rijstterrassen van de Hani in Honghe · Het Grote Kanaal · Zijderoute: het wegennetwerk van de Chang'an-Tiensjancorridor · Sites van de Tusi · Cultuurlandschap met rotstekeningen van Zuojiang Huashan · Hubei Shennongjia · Qinghai Hoh Xil · Gulangyu: een historische internationale nederzetting · Fanjingshan · Archeologische ruïnes van de stad Liangzhu · Trekvogelreservaten langs de kust van de Gele Zee en de Golf van Bohai · Quanzhou